# Deutsche Satiren
Deutsche Satiren ist der Titel zweier Sammlungen von Gedichten des deutschen Dichters und Dramatikers Bertolt Brecht. 
Der erste Teil enthält von Brecht im Exil verfasste Gedichte, die 1937 als Teil V der Svendborger Gedichte erschienen. Die Gedichte dieser Gruppe sind:
- Die Bücherverbrennung
- Traum von einer großen Miesmacherin
- Der Dienstzug
- Schwierigkeit des Regierens
- Notwendigkeit der Propaganda
- Die Verbesserungen des Regimes
- Die Ängste des Regimes
- Kanonen nötiger als Butter
- Die Jugend und das Dritte Reich
- Der Krieg soll gut vorbereitet sein
- Die Liebe zum Führer
- Was der Führer nicht weiß
- Wörter, die der Führer nicht hören kann
- Die Sorgen des Kanzlers
- Trost vom Kanzler
- Der Jude, ein Unglück für das Volk
- Die Regierung als Künstler
- Dauer des Dritten Reiches
- Verbot der Theaterkritik

Die Gedichte des zweiten Teils wurden 1945 unmittelbar nach Kriegsende in den USA geschrieben. Brecht knüpfte hier an seine Satiren aus den Svendborger Gedichten an, da er die Nachkriegsentwicklung im westlichen Europa kritisch-distanziert beurteilte. Seiner Meinung nach wurde der Faschismus nicht konsequent genug ausgemerzt und der Arbeiterschaft nicht der ihr gebührende Platz eingeräumt. Beispielsweise notierte er Ende 1945: „Der Zorn verwandelt sich in Gleichgültigkeit. Die Beziehungen werden wiederhergestellt, auf einer niedrigeren Plattform.“.
Der zweite Teil enthält die Gedichte:
- Legalität
- Der Nürnberger Prozeß
- Der Krieg ist geschändet worden